# Fontes rerum Bohemicarum
Fontes rerum Bohemicarum (zkráceně FRB), česky Prameny k dějinám českým (PDČ) je edice středověkých narativních textů týkajících se české historie. Edici založil František Palacký v 60. letech 19. století, později vedení převzal Josef Emler. Do roku 1932 vyšlo 8 dílů. Od roku 1997 vychází edice hagiografických pramenů pod názvem Fontes rerum Bohemicarum: Series nova (FRB SN).
Vydávání se mělo dít pod záštitou Muzea Království českého (Národního muzea), o finanční i vědeckou stránku se měl starat Svatobor, ovšem již v roce 1878 od něho vydávání převzal Historický spolek. Edice měla mít jak vysokou vědeckou úroveň, tak dobrou přístupnost širším vrstvám (takže jazykově nečeské prameny měly být na přání Palackého překládány). Přestože se úroveň ne vždy podařilo udržet, rychlost vydávání byla vcelku dobrá a vydané prameny mají cenu dodnes. 

## Díly
- FRB I, vycházel v sešitech 1871–1873, připravil Josef Emler, Josef Perwolf, Josef Truhlář, Josef Jireček, obsahuje hagiografické prameny
- FRB II, 1874–1875, Josef Emler, V. V. Tomek, obsah: Kosmova kronika česká a pokračovatelé, Pražské a České letopisy, Letopisy hradišťsko-opatovické, Vincencius, Jarloch, obě Žďárské kroniky
- FRB III, 1878–1882, Jireček, Emler, Ferdinand Tadra, obsah: Dalimil, Jindřich Heimburský, Vita Caroli, řeči při pohřbu Karla IV. (Jana Očka a Vojtěcha Raňkova z Ježova), Neplach, Marignola
- FRB IV, 1882–1884, Emler, obsah: Zbraslavská kronika, František Pražský, Beneš Krabice z Weitmile
- FRB V, 1893, Emler, Jan Gebauer, Jaroslav Goll, obsah: Přibík Pulkava z Radenína, Vavřinec z Březové, tzv. Kronika Univerzity pražské, Bartošek z Drahonic
- FRB VI, Josef Vítězslav Šimák, obsah: Bartoš Písař, Jiří Písecký
- FRB VII, z větší části zničen
- FRB VIII, 1923–1932, Václav Novotný, obsah: Petr z Mladoňovic a další prameny ke kostnickému koncilu a k Janu Husovi a Jeronýmu Pražskému